# Rive (Piemont)
Rive ist eine Gemeinde in der italienischen Provinz Vercelli (VC), Region Piemont.

## Lage und Einwohner
Rive liegt 17 km südlich von Vercelli auf 126 m über dem Meeresspiegel und hat 445 Einwohner (Stand 31. Dezember 2023). Die Nachbargemeinden sind Balzola, Costanzana, Pertengo, Stroppiana und Villanova Monferrato (AL).
Das Gemeindegebiet umfasst eine Fläche von 9 km².